# 몽갈라자유꼬리박쥐
몽갈라자유꼬리박쥐(Mops demonstrator)는 큰귀박쥐과에 속하는 박쥐의 일종이다. 부르키나 파소와 카메룬, 콩고민주공화국, 코트디부아르, 가나, 케냐, 말리, 수단, 우간다에서 발견된다. 자연 서식지는 건조 사바나 지역과 습윤 사바나, 아열대 또는 열대 기후 지역의 계절성 습윤 또는 홍수림 저지대 초원이다. 서식지 감소로 위협을 받고 있다.